# Liste der Wappen im Hochsauerlandkreis
Diese Liste beinhaltet alle in der Wikipedia gelisteten Wappen des Hochsauerlandkreises in Nordrhein-Westfalen, inklusive historischer Wappen. Alle Städte, Gemeinden und Kreise in Nordrhein-Westfalen führen ein Wappen. Sie sind über die Navigationsleiste am Ende der Seite erreichbar.

## Hochsauerlandkreis

Wappen des Hochsauerlandkreises[1]
Der Hochsauerlandkreis in Nordrhein-Westfalen

## Wappen der Städte und Gemeinden

Stadt Arnsberg[2]
Gemeinde Bestwig[3]
Stadt Brilon[4]
Gemeinde Eslohe[5]
Stadt Hallenberg[6]
Stadt Marsberg[7]
Stadt Medebach[8]
Kreisstadt Meschede[9]
Stadt Olsberg[10]
Stadt Schmallenberg[11]
Stadt Sundern[12]
Stadt Winterberg[13]

## Wappen der ehemaligen Ämter

Amt Bestwig[14]
Amt Eslohe[15]
Amt Hüsten[16]
Amt Meschede[17]
Amt Niedermarsberg
Amt Schmallenberg
Amt Serkenrode
Amt Sundern
Amt Thülen[18]

## Wappen ehemals selbständiger Gemeinden

### Ortsteile der Stadt Arnsberg

Bachum[19]
Bruchhausen[20]
Herdringen[21]
Holzen[22]
Hüsten[23]
Müschede[24]
Neheim[25]
Neheim-Hüsten[26]
Niedereimer[27]
Oeventrop[28]
Voßwinkel[29]
Wennigloh[30]

### Ortsteile der Gemeinde Bestwig

Heringhausen
Nuttlar
Ostwig
Ramsbeck
Velmede

- Heringhausen[31]
- Nuttlar[32]
- Ostwig[33]
- Ramsbeck[34]
- Velmede[35]

### Ortsteile der Stadt Brilon

Alme[36]
Altenbüren
Bontkirchen[37]
Hoppecke[38]
Madfeld[39]
Messinghausen[40]
Nehden[41]
Radlinghausen[42]
Rixen[43]
Rösenbeck[44]
Scharfenberg[45]
Thülen[46]
Wülfte[47]

### Ortsteile der Gemeinde Eslohe

Eslohe, altes Wappen[48]
Cobbenrode[49]
Reiste[50]
Wenholthausen[51]

### Ortsteile der Stadt Marsberg

Beringhausen
Borntosten
Bredelar
Canstein
Erlinghausen
Essentho
Giershagen
Heddinghausen
Helminghausen
Leitmar
Meerhof
Niedermarsberg
Obermarsberg
Oesdorf
Padberg
Udorf
Westheim

- Beringhausen[52]
- Borntosten[53]
- Bredelar[54]
- Canstein[55]
- Erlinghausen[56]
- Essentho[57]
- Giershagen[58]
- Heddinghausen[59]
- Helminghausen[60]
- Leitmar[61]
- Meerhof[62]
- Niedermarsberg[63]
- Obermarsberg[64]
- Oesdorf[65]
- Padberg[66]
- Udorf[67]
- Westheim[68]

### Ortsteile der Stadt Medebach

Düdinghausen

### Ortsteile der Stadt Meschede

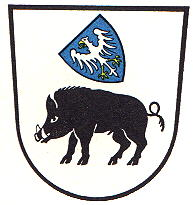
Eversberg
Freienohl[70]
Grevenstein[71]
Meschede-Land[72]
Visbeck[73]

### Ortsteile der Stadt Olsberg

Brunskappel
Gevelinghausen

- Brunskappel[74]
- Gevelinghausen[75]

### Ortsteile der Stadt Schmallenberg

Bad Fredeburg[76]
Bödefeld[77]
Fleckenberg[78]
Grafschaft[79]
Oberkirchen[80]
Wormbach[81]

### Ortsteile der Stadt Sundern

Allendorf[82]
Amecke[83]
Endorf[84]
Enkhausen[85]
Hachen[86]
Hagen[87]
Hellefeld[88]
Hövel[89]
Langscheid[90]
Linnepe
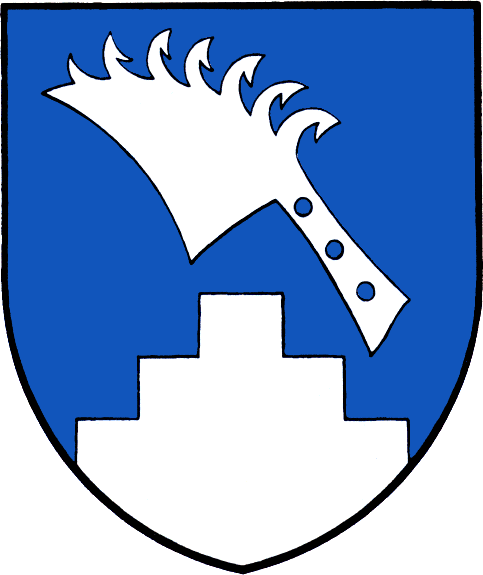
Stemel
Stockum[92]
Westenfeld[93]

### Ortsteile der Stadt Winterberg

Silbach

- Silbach[94]

## Blasonierungen
1. ↑  Hochsauerlandkreis:  In Rot ein silberner Adler mit silbernem Herzschild, der mit einem durchgehenden schwarzen Kreuz belegt ist.
2. ↑  Arnsberg: In Blau ein goldbewehrter silberner Adler.
3. ↑  Bestwig: In Silber ein blaues Andreaskreuz.
4. ↑  Brilon: Geteilt von Silber und Schwarz; oben ein durchgehendes schwarzes Kreuz, unten auf schwarzem Grund ein schräg liegender silberner Schlüssel mit nach unten gekehrtem Bart.
5. ↑  Eslohe: Von Blau und Silber gespalten; vorn ein halber silberner Adler mit roter Zunge, hinten eine halbe eingebogene schwarze Spitze.
6. ↑  Hallenberg: In Silber (Weiß) ein durchgehendes schwarzes Kreuz, bewinkelt von vier aufgeschichteten schwarzen Schlüsseln mit abgekehrten Bärten.
7. ↑  Marsberg: In Rot der goldene Buchstabe „A“.
8. ↑  Medebach: Geviert von Rot und Silber durch ein durchgehendes schwarzes Kreuz; im ersten Feld eine silberne Lilie, im vierten Feld ein aufrechter silberner Schlüssel mit abgekehrtem Bart.
9. ↑  Meschede: Gespalten von Blau und Silber; vorn ein halber goldbewehrter silberner Adler mit roter Zunge, hinten ein durchgehendes schwarzes Kreuz.
10. ↑  Olsberg: Quadriert von Gelb und Rot, darüber ein freistehender schwarzer Ring mit aufgelegten schwarzen Quadraten, die jeweils in der Mitte der anstoßenden Felder sitzen.
11. ↑  Schmallenberg: in Silber eine rote Burg mit zwei Zinnentürmen und einem Tor, dessen Giebel in einer Lilie endet. In der Toröffnung findet sich ein aufrechter schwarzer Schlüssel.
12. ↑  Sundern: In Silber ein wachsender goldnimbierter Johannes Evangelist im blauen Gewand und mit goldenen Haaren, in der Rechten einen goldenen Kelch haltend, über dem eine blaue Schlange schwebt.
13. ↑  Winterberg: In Silber eine rote gezinnte Stadtmauer mit offenem Tor in Form eines Kleeblattbogens, überragt von drei roten Türmen mit blauen Spitzdächern, dazwischen auf roten Stangen zwei goldene Hochkreuze; im Tor der wachsende blaugekleidete Heilige Jakobus der Ältere, in der rechten eine rote blaubedachte Kirche, in der Linken einen goldenen Stab mit goldener Pilgerflasche haltend.
14. ↑  Amt Bestwig: In Silber ein grüner Wellenbalken, begleitet oben von vier, unten von drei grünen Kugeln.
15. ↑  Amt Eslohe: Von Blau und Silber gespalten; vorn am Spalt ein halber, goldbewehrter silberner Adler, hinten eine halbe eingebogene aufsteigende schwarze Spitze.
16. ↑  Amt Hüsten: In Blau ein silberner, goldbewehrter Adler, überzogen von einem goldenen mit einem roten Schwert belegten Schräglinksbalken.
17. ↑  Amt Meschede: Von Blau und Gold gespalten, vorn ein halber silberner Adler, hinten ein roter Sparren.
18. ↑  Amt Thülen: In Gold eine schwarze schräggestellte Saufeder.
19. ↑  Bachum: In Rot eine schräggestellte goldene Hacke.
20. ↑  Bruchhausen: In Rot ein mit drei roten Wecken belegter goldener Schrägbalken, begleitet oben von einem goldenen Salbgefäß, unten von einem kurzen goldenen Schwert.
21. ↑  Herdringen: Von Rot und Gold geteilt, oben ein auf der Teilungslinie wachsendes goldenes T-förmiges Kreuz, an dessen Armen je ein Glöckchen hängt, unten zwei rote Balken.
22. ↑  Holzen: In Blau ein rechtsgewendeter silberner Schlüssel mit einem silbernen Palmenzweig ins Andreaskreuz gestellt.
23. ↑  Hüsten: Gespalten von Silber und Blau, vorn ein schwebendes schwarzes Vortragekreuz, hinten am Spalt ein halber, goldbewehrter silberner Adler.
24. ↑  Müschede: In Rot ein herschauender silberner Hirschkopf (Zwölfender) mit silbernem Geweih, zwischen den Stangen ein schwebendes goldenes Kreuz.
25. ↑  Neheim: Unter silbernem Schildhaupt mit dem in einer goldenen Schüssel liegenden Haupt Johannes des Täufers auf Blau ein silberner goldbewehrter rechtsblickender Adler.
26. ↑  Neheim-Hüsten: Unter silbernem Schildhaupt, darin in einer goldenen Schüssel das Haupt des Heiligen Johannes des Täufers mit goldenem Haar und Bart, gespalten von Silber und Blau, vorn ein schwebendes schwarzes Vortragekreuz, hinten am Spalt ein halber, goldbewehrter silberner Adler.
27. ↑  Niedereimer: In Blau eine silberne schwebende Eiche über einem silbernen Wellenbalken.
28. ↑  Oeventrop: In Silber ein schräglinks gestellter schwarzer Abtstab mit der Krümmung nach außen, überzogen mit einem von drei silbernen Rauten belegten roten Schrägbalken.
29. ↑  Vosswinkel: In Blau ein steigender goldener Fuchs, bewinkelt von je einem goldenen schräglinks steigenden und gestürzten Halbkeil.
30. ↑  Wennigloh: In Grün drei goldene Eicheln (2 über 1) über einer nach oben geöffneten goldenen Mondsichel.
31. ↑  Heringhausen: In Silber über einem schwarzen Wasserrad zwei ins Andreaskreuz gestellte rotgestielte schwarze Hämmer.
32. ↑  Nuttlar: In Blau ein silberner Schieferhammer mit goldenem Griff, begleitet von zwei gestürzten goldenen Nüssen.
33. ↑  Ostwig: Gespalten von Silber und Rot; vorn auf rotem Dreiberg ein aufgerichtetes schwarzes Kreuz, hinten ein silberner Schlägel mit einem silbernen Schieferspalteisen schräggekreuzt, beide mit goldenen Griffen.
34. ↑  Ramsbeck: In Silber ein durchgehendes schwarzes Kreuz, überdeckt mit zum Andreaskreuz gestellten, goldgestielten schwarzen Schlägel und Eisen.
35. ↑  Velmede: Gespalten von Silber und Blau; vorn ein schwebendes blaues, von fünf goldenen Nägeln zusammengehaltenes Andreaskreuz, hinten ein silberner goldbewehrter Adler.
36. ↑  Alme: In goldenem Feld unter rotem Sparren eine auf blauem gewellten Schildfuss schwimmende silberne Gans mit rotem Schnabel
37. ↑  Bontkirchen: In Gold eine naturfarbene blaubedachte Kirche über einem von Silber zu Grün im Wellenschnitt schräg geteilten Schildfuß.
38. ↑  Hoppeke: In Gold zwei grüne Tannen auf blauem gewellten Schildfuß.
39. ↑  Madfeld: Von Silber und Blau gespalten; vorn eine blaue Hirtenstabtülle; hinten eine silberne Saufederspitze.
40. ↑  Messinghausen: In Silber über blauem gewellten Schildfuß schwarzer Hammer und Schlägel ins Andreaskreuz gestellt.
41. ↑  Nehden: In Rot drei goldene Lilien.
42. ↑  Radlinghausen:In Blau ein goldenes achtspeichiges Rad.
43. ↑  Rixen:In Blau fünf kranzweise gestellte silberne Rosen mit roten Butzen und Kelchblättern.
44. ↑  Rösenbeck: In Silber ein schräger blauer Wellenbalken, begleitet von je einer roten Rose mit goldenem Butzen und grünen Kelchblättern.
45. ↑  Scharfenberg: In Silber eine eingebogene aufsteigende geschweifte schwarze Spitze mit goldenem Rost belegt.
46. ↑  Thülen: In Gold ein steigendes rotes Einhorn mit aufrecht gestelltem Schweif.
47. ↑  Wülfte: In Grün ein silberner Wolfskopf mit roter Zunge.
48. ↑  Eslohe, altes Wappen: In Silber eine aufrechte schwarze Lanze, überdeckt mit gekreuzten schwarzem Schlüssel und schwarzem Schwert.
49. ↑  Cobbenrode: In Gold zwei schwarze Schrägbalken.
50. ↑  Reiste: In Rot ein silberner Pferdekopf.
51. ↑  Wenholthausen: Achtfach silbern und blau geständert.
52. ↑  Beringhausen: In Blau ein ruhender, geflügelter goldener Löwe mit rückwärts gewandtem Kopf, in der Linken einen goldenen Abtstab halten.
53. ↑  Borntosten: In Schwarz ein von der Mitte des unteren Schildrandes aufsteigender, in der Schildmitte nach beiden Seiten abfallender silberner Springbrunnen unter drei Reihen das Schildhaupt ausfüllender Steine, deren unterste leicht gewölbt ist.
54. ↑  Bredelar: In Schwarz über einem silbernen gewellten Schildfuß ein schräggestellter goldener Abtstab mit nach links geöffneter Krücke überzogen mit einem von Rot und Silber in zwei Reihen geschachten Schräglinksbalken.
55. ↑  Canstein: In Silber ein schwarzer goldbewehrter und goldgekrönter schreitender Rabe.
56. ↑  Erlinghausen: In Gold (Gelb) wachsend über einen zweireihig schräggestellten in Blau und Silber (Weiß) geschachten Schildfuß, ein blauer Abtstab mit nach rechts geöffneter Krücke.
57. ↑  Essentho: Gespalten in Rot und Silber (Weiß); vorn silbern (weiß), das chemische Zeichen für Kupfer und hinten eine grüne bewurzelte Linde; jeweils unter einer waagerechten, im vorderen Feld silbernen (weißen), im hinteren Feld grünen Ähre, deren gemeinsamer Halm über die Spaltlinie gelagert ist.
58. ↑  Giershagen: Gespalten von Schwarz und Silber (Weiß); vorn ein schräggestellter goldener (gelber) Abtstab mit nach rechts geöffneter Krücke belegt mit einem von Rot und Silber (Weiß) in zwei Reihen geschachten Schräglinksbalken, hinter ein schwarz gekleideter Mönch mit schwarzem Stab und nach rechts geöffneter Krücke, in der Linken ein schwarzes Buch.
59. ↑  Heddinghausen: In Grün ein in Silber (Weiß) und Blau geschachter Schrägbalken; unten ein Bündel goldener (gelber) Getreideähren und oben ein rechtsgerichteter roter Hirschkopf, zwischen dem Geweih ein silbernes (weißes) Kreuz.
60. ↑  Helminghausen: In Silber (Weiß) schwebendes aufrechtes blaues Wolkenfeh (Wolkenschnitt) in Form eines Kahns.
61. ↑  Leitmar: Gespalten in Silber (Weiß) und Rot, belegt mit einem durchgehenden schwarzen Kreuz; vorn oben aus dem rechten Kreuzbalken wachsend, eine aufrechte goldene (gelbe) Weizenähre, darunter schwebend gekreuzt ein schwarzer Hammer und ein schwarzer Schlägel; hinten, den linken Kreuzbalken überdeckend der hl. Sturmius im silbernen (weißen) Gewand, mit durchgehenden schwarzen Tatzenkreuz in der Linken, schwarzem Haar und schwarzen Schuhen.
62. ↑  Meerhof: Gespalten in Gold (Gelb) und Blau; vorn eine aufrechte blaue Ähre, hinten eine aufrechte goldene (gelbe) Hirschstange.
63. ↑  Niedermarsberg: In Gold (Gelb) zwei in Blau und Silber (Weiß) zweireihig geschachte Schrägbalken.
64. ↑  Obermarsberg: In Rot der goldene (gelbe) Großbuchstabe A mit schwarzer Damaszierung; im Oberwappen eine silberne (weiße) dreitürmige Mauerkrone mit Tor.
65. ↑  Oesdorf: In Rot eine linksschräge silberne (weiße) Ähre; darüber eine goldene (gelbe) Krone und darunter eine goldene (gelbe) Glocke; alle schwebend.
66. ↑  Padberg: Im Wolkenschnitt (Wolkenfeh) von Silber (Weiß) und Blau geteilt.
67. ↑  Udorf: Gespalten in Silber (Weiß) und Rot über einem goldenen (gelben) Hügel, darin schwebend ein achtzackiger schwarzer Stern; vorn ein goldener (gelber) Wellenpfahl belegt mit einem zehnspeichigen schwarzen Mühlrad und hinten eine goldene (gelbe) bewurzelte Birke mit silbernem (weißem) Stamm.
68. ↑  Westheim: In Gold (Gelb) ein schwarzer schreitender Hirsch; darüber im Schildhaupt vorn eine schrägrechte grüne Weizenähre und hinten ein schräglinkes grünes Eichenblatt.
69. ↑  Eversberg: In Silber ein schwarzer Eber, darüber schwebend ein rechtsgeneigter blauer Schild, mit einem goldenbewehrten silbernen Adler.
70. ↑  Freienohl: In Blau ein silbernes Zeichen in Form des Buchstabens „S“ mit kleinen goldenen Blättchen an den Enden und der oberen Krümmung.
71. ↑  Grevenstein: In Silber ein goldbewehrter, rotgezungter blauer Adler.
72. ↑  Meschede Land: In Silber ein schwebendes schwarzes Kreuz, begleitet von zwei schwarzen Zwölfender-Hirschstangen über einem blauen Wellenschildfuß.
73. ↑  Visbeck: In Blau zwei silberne Fische (Barben), der obere nach rechts, der untere nach links gewandt.
74. ↑  Brunskappel: Quadriert von Gold und Rot; oben links eine goldene aufrechte Wolfsangel; unten rechts eine goldene Pflugschar.
75. ↑  Gevelinghausen: In Gold drei rote Seeblätter im Dreipass.
76. ↑  Bad Fredeburg: In Blau eine silberne Burg mit offenem Tor und drei Zinnentürmen mit schwarzen Spitzdächern; der mittlere über rundem Unterbau sechseckig mit zwei Zinnenkränzen, die gezinnten Seitentürme rund.
77. ↑  Bödefeld: Geteilt und unten gespalten: oben in Rot nebeneinander die silbergekleideten, goldnimbierten Heiligen Kosmas und Damian im Brustbild, ersterer eine Arzneiflasche, letzterer ein Heilkraut haltend, unten vorne in Blau am Spalt ein golden bewehrter silberner Adler, hinten in Silber ein durchgehendes schwarzes Kreuz.
78. ↑  Fleckenberg: In Rot in Geweihform gestellt zwei goldene Hirschstangen, überhöht von einem goldenen Antoniuskreuz.
79. ↑  Grafschaft: Von Blau und Gold geteilt; oben ein goldenes, von zwei silbernen Hirschstangen begleitetes, aus sechs Rauten gebildetes Kreuz, unten zwei rote Pfähle.
80. ↑  Oberkirchen: Von Blau und Gold quadriert; im ersten und vierten Feld ein silbernes schwebendes Pfennigkreuz aus sechs Pfennigen zwischen einem silbernen Zwölfender-Hirschgeweih, im zweiten und dritten Feld zwei rote Balken.
81. ↑  Wormbach: In Gold wachsend die Heilige Walburgis in schwarzer Ordenskleidung mit einem silbernen Krummstab in der Rechten und einem goldenen Ölfläschchen in der Linken, im Schildfuß belegt mit einem roten Balken.
82. ↑  Allendorf: In Blau stehend der Heilige Antonius der Eremit mit silberner Kutte, golden nimbiert, in der Rechten einen goldenen Stab, in der linken eine goldene Glocke.
83. ↑  Amecke: Unter gewelltem, mit drei roten Rosen belegten goldenen Schildhaupt in Rot zwei um ein freischwebendes goldenes Kreuz zum Geweih gestellte goldene Hirschstangen.
84. ↑  Endorf: In Silber ein durchgehendes schwarzes Kreuz, im rechten oberen Winkel eine blaue Pflugschar, im linken unteren schräggekreuzt ein blauer Hammer und blauer Schlägel.
85. ↑  Enkhausen: Von Blau und Silber gespalten, vorn ein halber silberner goldbewehrter Adler am Spalt, hinten ein freischwebender schwarzer Rost.
86. ↑  Hachen: Von Blau und Silber gespalten, vorn am Spalt ein halber, goldbewehrter silberner Adler mit goldener Zunge, hinten ein durchgehendes schwarzes Kreuz.
87. ↑  Hagen: In Rot ein goldener Baum, begleitet von einem goldenen Bischofsstab mit nach innen gewandter Krümmung.
88. ↑  Hellefeld: In Blau ein silberner Baum, darunter eine silberne Waage.
89. ↑  Hövel: In Rot auf silbernem Dreiberg eine silberne von zwei silbernen Flügeln beseitete Linde.
90. ↑  Langscheid:In Blau zwei aufrechte, zugewendete, gekrümmte goldene Fische.
91. ↑  Stemel: In Blau über einem dreifach getreppten silbernen Schildfuß die silberne Spitze einer Saufeder.
92. ↑  Stockum: Von Schwarz und Silber gespalten, vorn eine goldene Krone über einem aufgerichteten goldenen Schwert, hinten ein durchgehendes schwarzes Kreuz.
93. ↑  Westenfeld: In Blau je drei paarweise durch schwarze Kreuzchen abgesetzte, zum Kranz gestellte silberne Ähren und Eichenblätter.
94. ↑  Silbach: In Gold auf rotem Dreiberg, in dem sich ein schwarzes, golden eingefasstes Stollenmundloch befindet, ein roter Förderhaspel mit anhängendem roten Förderkorb.